# Reino de Hardanger

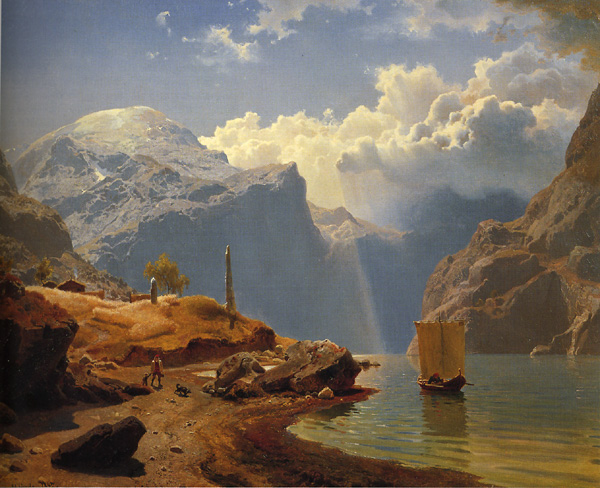
Dracar no fiorde de Hardanger segundo uma obra de Hans Gude (1847)

O reino de Hardanger é o antigo nome de uma região histórica, outrora reino da Noruega, que compreende atualmente a região norueguesa de Vestlandet, localizada no interior do condado de Hordaland.

## Etimologia
Do nórdico antigo Harðangr, o primeiro elemento harðr ('robusto' ou 'duro', tanto pode referir-se ao vento como ao tempo) pode referir-se aos Harudes, uma tribo germânica de Hardsyssel. O segundo elemento é angr (fiorde, originalmente corresponde ao nome do fiorde, atual Hardangerfjorden).